# Coupe de Luxembourg 1957-1958
La Coppa di Lussemburgo 1957-1958 è stata la 33ª edizione della coppa nazionale lussemburghese disputata tra il 25 agosto 1957 e il 18 maggio 1958 e conclusa con la vittoria del Red Boys Differdange, al suo undicesimo titolo.

## Formula
Eliminazione diretta in gara unica.

### 1º Turno preliminare
| Squadra 1            | Risultato | Squadra 2                |
| -------------------- | --------- | ------------------------ |
| 25 agosto 1957       |           |                          |
| Blo-Weiss Madernach  | 3 − 4     | Mertert                  |
| Egalité Weimerskirch | 5 − 2     | Swift Hesperange         |
| Jeunesse Biwer       | 1 − 4     | Koeppchen Wormeldange    |
| Jeunesse Hautcharage | 5 − 1     | Hobscheid                |
| Hollerich Bonnevoie  | 1 − 3     | Blue Boys Muhlenbach     |
| Lorentzweiler        | 6 − 1     | Blue Star Schweicherthal |
| Orania Vianden       | 8 − 0     | Munsbach                 |
| Sanem                | 2 − 3     | Sporting Bettembourg     |
| Victoria Rosport     | 4 − 1     | Jeunesse Schieren        |
| UNA Strassen         | 1 − 2     | Steinfort                |
| US Esch              | 4 − 2     | AS Luxembourg            |

### 2º Turno preliminare
| Squadra 1                 | Risultato   | Squadra 2                   |
| ------------------------- | ----------- | --------------------------- |
| 8 settembre 1957          |             |                             |
| Alisontia Steinsel        | 5 − 2       | Egalité Weimerskirch        |
| Differdange               | 7 − 0       | Kehlen                      |
| Jeunesse Canach           | 1 − 4       | Luna Oberkorn               |
| Jeunesse Hautcharage      | 3 − 3 (dts) | Sporting Bettembourg        |
| Jeunesse Useldange        | 13 − 3      | Atert Bissen                |
| Jeunesse Sportive Koerich | 1 − 2       | Steinfort                   |
| Mamer 32                  | 3 − 3 (dts) | Mondercange                 |
| Minerva Lintgen           | 2 − 4       | Koeppchen Wormeldange       |
| Mondorf-les-Bains         | 5 − 2 (dts) | Blo-Weiss Itzig             |
| Orania Vianden            | 5 − 0       | Gold a Ro't Wiltz           |
| Red Boys Aspelt           | 5 − 2       | Blue Boys Muhlenbach        |
| Rodange                   | 2 − 3       | US Niederwiltz              |
| Rupensia Larochette       | 0 − 6       | Lorentzweiler               |
| Tarwat Tarchamps          | 1 − 4       | Template:Calcio Mermert     |
| Victoria Rosport          | 3 − 2       | Boevange/Attert             |
| US Esch                   | 1 − 0       | Etoile Sportive Schouweiler |

| Squadra 1                    | Risultato | Squadra 2            |
| ---------------------------- | --------- | -------------------- |
| 26 settembre 1957 (Spareggi) |           |                      |
| Mondercange                  | 5 − 2     | Mamer 32             |
| Sporting Bettembourg         | 4 − 2     | Jeunesse Hautcharage |

### 3º Turno preliminare
| Squadra 1             | Risultato   | Squadra 2                   |
| --------------------- | ----------- | --------------------------- |
| 8 settembre 1957      |             |                             |
| Alisontia Steinsel    | 8 − 5       | Jeunesse Useldange          |
| Aris Bonnevoie        | 0 − 1       | US Bascharage               |
| Differdange           | 1 − 6       | The National Schifflange    |
| Avenir Beggen         | 1 − 0       | Rumelange                   |
| Claravallis Clervaux  | 4 − 2       | Titus Lamadelaine           |
| Daring Echternach     | 7 − 3       | Template:Calcio Steinford   |
| Etzella Ettelbruck    | 1 − 4       | Rapid Neudorf               |
| Jeunesse 07 Kayl      | 4 − 0       | Racing Rodange              |
| Lorentzweiler         | 1 − 5       | Hamm 37                     |
| Mertert               | 1 − 2       | Amis des Sports Schifflange |
| Mondorf-les-Bains     | 2 − 3       | Koeppchen Wormeldange       |
| Orania Vianden        | 2 − 4       | Résidence Walferdange       |
| Red Boys Aspelt       | 5 − 3       | Progrès Grund               |
| Sporting Bettembourg  | 5 − 3       | Jeunesse Wasserbillig       |
| US Esch               | 2 − 3       | Mondercange                 |
| US Niederwiltz        | 1 − 5       | Red Star Merl               |
| Victoria Rosport      | 0 − 4       | Remich                      |
| Young Boys Diekirch   | 0 − 3       | Luna Oberkorn               |
| Red Black Pfaffenthal | 1 − 1 (dts) | Pétange                     |
| The Belval Belvaux    | 4 − 4 (dts) | Oberkorn                    |

| Squadra 1                   | Risultato   | Squadra 2             |
| --------------------------- | ----------- | --------------------- |
| 10 ott obre 1957 (Spareggi) |             |                       |
| Oberkorn                    | 2 − 1       | The Belval Belvaux    |
| Pétange                     | 2 − 2 (dts) | Red Black Pfaffenthal |

| Squadra 1                   | Risultato | Squadra 2 |
| --------------------------- | --------- | --------- |
| 17 ottobre 1957 (Spareggio) |           |           |
| Red Black Pfaffenthal       | 5 − 2     | Pétange   |

### Sedicesimi di finale
| Squadra 1                   | Risultato   | Squadra 2            |
| --------------------------- | ----------- | -------------------- |
| 10 novembre 1957            |             |                      |
| Alisontia Steinsel          | 1 − 6       | Jeunesse Esch        |
| Amis des Sports Schifflange | 1 − 2 (dts) | Stade Dudelange      |
| Claravallis Clervaux        | 4 − 2       | US Bascharage        |
| Daring Echternach           | 1 − 2       | Rapid Neudorf        |
| Hamm 37                     | 2 − 4       | US Dudelange         |
| Jeunesse 07 Kayl            | 2 − 4       | Chiers Rodange       |
| Koeppchen Wormeldange       | 1 − 4       | Progrès Niedercorn   |
| Oberkorn                    | 6 − 2       | Mondercange          |
| Red Black Pfaffenthal       | 0 − 2       | Red Boys Differdange |
| Red Boys Aspelt             | 0 − 8       | Union Luxembourg     |
| Red Star Merl               | 0 − 3       | Tetange              |
| Remich                      | 2 − 3       | Grevenmacher         |
| Rèsidence Walferdange       | 2 − 6       | Spora Luxembourg     |
| Sporting Bettembourg        | 1 − 2       | Luna Oberkorn        |
| The National Schifflange    | 1 − 0       | Fola Esch            |
| Avenir Beggen               | 2 − 2 (dts) | Alliance Dudelange   |

| Squadra 1                    | Risultato | Squadra 2     |
| ---------------------------- | --------- | ------------- |
| 14 novembre 1957 (Spareggio) |           |               |
| Alliance Dudelange           | 5 − 0     | Avenir Beggen |

### Ottavi di finale
| Squadra 1                | Risultato   | Squadra 2            |
| ------------------------ | ----------- | -------------------- |
| 8 dicembre 1957          |             |                      |
| Claravallis Clervaux     | 1 − 2       | Spora Luxembourg     |
| Jeunesse Esch            | 4 − 1       | Chiers Rodange       |
| Progrès Niedercorn       | 6 − 0       | Oberkorn             |
| Rapid Neudorf            | 7 − 2       | Luna Oberkorn        |
| Tetange                  | 1 − 2 (dts) | Stade Dudelange      |
| The National Schifflange | 1 − 2       | Red Boys Differdange |
| Union Luxembourg         | 1 − 0       | Grevenmacher         |
| US Dudelange             | 8 − 1       | Alliance Dudelange   |

### Quarti di finale
| Squadra 1        | Risultato   | Squadra 2            |
| ---------------- | ----------- | -------------------- |
| 16 febbraio 1958 |             |                      |
| Jeunesse Esch    | 2 − 0       | Stade Dudelange      |
| Rapid Neudorf    | 1 − 2 (dts) | Red Boys Differdange |
| Spora Luxembourg | 4 − 1       | Union Luxembourg     |
| US Dudelange     | 3 − 2       | Progrès Niedercorn   |

### Semifinali
| Squadra 1        | Risultato | Squadra 2            |
| ---------------- | --------- | -------------------- |
| 16 marzo 1958    |           |                      |
| Spora Luxembourg | 1 − 4     | Red Boys Differdange |
| US Dudelange     | 3 − 2     | Jeunesse Esch        |

### Finale
| Arbitro: | Ady Blitgen |

|                                      |           |               |
| Klein 22’, 44’ Weiwers 30’ (Autogol) | Marcatori | 3’ Vandivinit |

| Red Boys Differdange | US Dudelange |

### Formazioni
| Red Boys Differdange |    |                     |  |          |  |
|                      |    |                     |  |          |  |
| POR                  | 1  | Théo Kemp           |  |          |  |
| DIF                  | 2  | Pierre Wagner       |  |          |  |
| DIF                  | 3  | Lermido Bartoccetti |  |          |  |
| DIF                  | 4  | Nicolas May         |  |          |  |
| DIF                  | 5  | Léon Spartz         |  |          |  |
| DIF                  | 6  | Werner Stein        |  |          |  |
| CEN                  | 7  | Nicolas Klein       |  | 22’, 44’ |  |
| CEN                  | 8  | Henri Damme         |  |          |  |
| ATT                  | 9  | Enrico Ginepri      |  |          |  |
| ATT                  | 10 | Emile Back          |  |          |  |
| ATT                  | 11 | Valentin Kuffer     |  |          |  |
| A disposizione:      |    |                     |  |          |  |
| Allenatore:          |    |                     |  |          |  |
| ?                    |    |                     |  |          |  |

| US Dudelange    |    |                 |  |               |  |
|                 |    |                 |  |               |  |
| POR             | 1  | Nic Bodry       |  |               |  |
| DIF             | 2  | Emile Weiwers   |  | 30’ (Autogol) |  |
| DIF             | 3  | Léon Alberti    |  |               |  |
| DIF             | 4  | Mathieu Pauly   |  |               |  |
| DIF             | 5  | André Mertz     |  |               |  |
| DIF             | 6  | Auguste Klein   |  |               |  |
| CEN             | 7  | Nic Schuster    |  |               |  |
| CEN             | 8  | Jean Vandivinit |  | 3’            |  |
| ATT             | 9  | Jacques Bellion |  |               |  |
| ATT             | 10 | Jean Di Marco   |  |               |  |
| ATT             | 11 | Désiré Aniset   |  |               |  |
| A disposizione: |    |                 |  |               |  |
| Allenatore:     |    |                 |  |               |  |
| ?               |    |                 |  |               |  |